# Чёрное (болото, Каменский муниципальный округ)
Чёрное — низинное болото в Каменском муниципальном округе Свердловской области России, самое южное болото Свердловской области.
Ботанико-геоморфологический памятник природы, площадь — 522 гектара.

## Географическое положение
Чёрное расположено на южной границе муниципального образования «Каменский муниципальный округ» Свердловской области, на правом берегу реки Синара (правый приток реки Исеть), в 3 километрах к юго-востоку от села Окулово, в истоке реки Таушкановка.

## Описание
Болото осоково-тростниковое площадью 5,2 км². Имеет овальную форму. Занимает дно пятнадцатиметровой впадины, сложенной плохо пропускающими воду суглинками. В большой части труднопроходимо, глубиной до 0,6 метра.